# Венекюля
Венекю́ля (фин. Väikylä, эст. Väiküla) — деревня в Кингисеппском районе Ленинградской области. Входит в состав Кузёмкинского сельского поселения.

## Название
В разное время деревня имела различные названия.
- 1380 год — Руссише Дорп (нем. Russisches Dorp)[5].
- 1498 год — село Норовское на усть Норовы и Росоны и деревня Наровская (Венкуль) при слиянии Наровы с Росоной[6]
- 1582 год — деревня Венекюле (швед. Wenekÿle)
- 1584 год — деревня Венекюлла (швед. Wenekÿlla)
- 1585 год — деревня Веенкюлла (швед. Weenkÿlla)
- 1586 год — деревня Вяенкюлла (швед. Wäenkÿlla)
- 1589 год — деревня Вяннекюлле (швед. Wännekÿlle)
- 1618 год — деревня Наровски (швед. Narofschi)
- 1676 год — деревня Вягенкюля (швед. Wägenkylä)
- 1704 год — деревня Вагенкюла (швед. Wagenkÿla)
- 1705 год — деревня Вягенкила
- 1727 год — мыза Вякуля
- 1732 год — деревня Вянкюли (Наровское)
- 1770 год — деревня Норовская
- 1780 год — деревня Венкуль или Венекюла (русская деревня, лодочная деревня[7])
- 1834 год — деревня Наровская
- 1849 год — деревня Вяйкюля (фин. Wäikylä), состоящая из двух частей: Wena (Венкуль) и Waikylä (Наровская)
- 1852 год — деревня Наровская
- 1856 год — деревня Венкуль (Вянкуль[7])
- С 1924 года — официальное название Вяйкюль
- на советских картах 1926 года — Ванекюла-Вяикула
- на советских картах 1933 года — Наровское[8]
- С 1936 года — официальное название Вяйкюля (фин. Väikylä, ижор. Väikylä, эст. Väiküla) — народная деревня[9].
- С 1944 года — официальное название Венкуль
- С 1997 года — официальное название Венекюля[7].

## История
В XIV веке на месте деревни находился порт, через который шёл товарообмен с Новгородской республикой.
Впервые упоминается как село Норовское на усть Норовы и Росоны в Переписной оброчной книге Шелонской пятины 1498 года.
В 1498 году в деревне было 62 крестьянских двора и 71 хозяин, её жители платили подати деньгами. Деревня была поделена между купцами, которые строили там складские помещения и жилые дома. У моста через реку Россонь находилась широкая торговая площадь.
Согласно шведским «Балтийским писцовым книгам» (Baltiska Fogderäkenskaper) деревня носила названия: Wenekÿle (1582 год), Wenekÿlla (1584 год), Weenkÿlla (1585 год), Wäenkÿlla
(1586 год), Wännekÿlle (1589 год).
Затем она упоминается как деревня Narofschi by — 25 обеж, в шведских писцовых книгах 1618—1623 годов. Деревня сохраняла своё торговое значение до XVII века.
На карте Ингерманландии А. И. Бергенгейма, составленной по шведским материалам 1676 года деревня обозначена как Wägenkylä.
На шведской «Генеральной карте провинции Ингерманландии» 1704 года — как Wagenkÿla.
Как деревня Вягенкила она упомянута на «Географическом чертеже Ижорской земли» Адриана Шонбека 1705 года.
Как мыза Вякуля обозначена на карте Ингерманландии А. Ростовцева 1727 года.
Она же под названием Норовская упоминается на карте Санкт-Петербургской губернии Я. Ф. Шмидта 1770 года.
Во второй половине XVIII века земли на которых находилась деревня Екатерина II продала княгине Екатерине Дашковой. В деревне стала увеличиваться доля русского населения и её стали называть Венкуль или Венекюла — русская деревня.
На карте Санкт-Петербургской губернии Ф. Ф. Шуберта 1834 года она обозначена как деревня Наровская, состоящая из 28 крестьянских дворов.

ВЕНКУЛЬ — деревня принадлежит Казённому ведомству, число жителей по ревизии: 117 м. п., 125 ж. п. (1838 год)

На этнографической карте Санкт-Петербургской губернии П. И. Кёппена 1849 года она обозначена как деревня «Wäikylä», расположенная в ареале расселения савакотов. В пояснительном тексте к этнографической карте она записана как две деревни:
- Wena (Венкуль), количество жителей на 1848 год: савакотов — 37 м. п., 39 ж. п., всего 76 человек, которые относились к лютеранскому приходу Нарва
- Waikylä (Наровская), количество жителей на 1848 год: савакотов — 4 м. п., 4 ж. п., всего 8 человек, которые относились к лютеранскому приходу Косёмкина, а также православные ижора и русские, количество которых не указано[22]

На карте профессора С. С. Куторги 1852 года обозначена она как деревня Наровская из 28 дворов.

ВЕНКУЛЬ — деревня Ведомства государственного имущества, 21 верста по почтовой, а остальное по просёлочной дороге, число дворов — 30, число душ — 129 м. п. (1856 год)

ВЕНКУЛЬ — деревня, число жителей по X-ой ревизии 1857 года: 118 м. п., 146 ж. п., всего 264 чел.

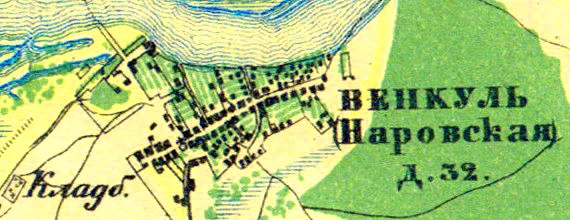
План деревни Венекюля. 1860 год

В 1860 году деревня Венкуль (Наровская) насчитывала 32 двора.

ВЕНКУЛЬ (НАРОВСКАЯ) — деревня казённая при реке Россони, число дворов — 35, число жителей: 124 м. п., 152 ж. п.; Часовня, волостное правление. (1862 год)

В декабре 1873 года в деревне был организован мореходный класс, позднее переведённый в Нарву и преобразованный в мореходную школу.

ВЕНКУЛЬ — деревня, по земской переписи 1882 года: семей — 73, в них 175 м. п., 188 ж. п., всего 363 чел.

ВЕНКУЛЬ — деревня, число хозяйств по земской переписи 1899 года — 80, число жителей: 200 м. п., 216 ж. п., всего 416 чел.
 разряд крестьян: бывшие государственные; народность: русская — 57 чел., финская — 298 чел., эстонская — 7 чел., смешанная — 54 чел.

В конце XIX — начале XX века деревня административно относилась к Наровской волости 2-го стана Ямбургского уезда Санкт-Петербургской губернии.
В 1920 году по Тартускому мирному договору, территория на которой находилась деревня Венекюля, ныне известная как Эстонская Ингерманландия, отошла независимой Эстонии. В 1920 году в деревне числилось 64 землевладельца, 98 домовладельцев и 563 жителя (2 эстонца и 561 ижор), а так же в деревне находились 57 беженцев.
В период с 1920 по 1940 год деревня находилась в составе волости Нарва (до 1927 года в русскоязычных источниках называлась Наровская волость). Она была самой ближней к Эстонии ингерманландской деревней.
В 1922 году в деревне было 78 хозяйств и 512 жителей. После закрытия границы с РСФСР, ижоры не могли больше заниматься традиционным промыслом — продажей рыбы в соседних российских деревнях, поэтому в деревне стало увеличиваться молочное стадо и посадки овощей. Местные продукты — масло и творог, а также ранний картофель высоко ценились среди отдыхающих на курорте Нарва-Йыэсуу. Также для отдыхающих устраивались увеселительные прогулки на лодках к ветряной мельнице, находящейся в деревне, где их угощали молоком, хлебом и мёдом.
В деревне жили крепкие хозяева, занимавшиеся, кроме крестьянского труда ловлей рыбы и торговлей лесом. Бедняков в деревне не было. У некоторых сыновья выучились на судовых механиков и штурманов, и ходили на эстонских торговых судах. Местные рыбаки однажды поймали четырёхметрового осетра, которого живым преподнесли президенту Эстонии Константину Пятсу.

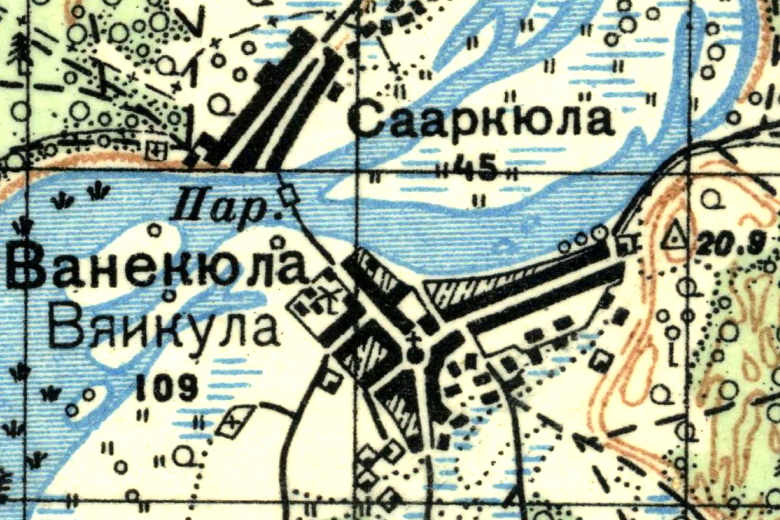
План деревни Венекюля. 1926 год

Согласно советской топографической карте 1926 года деревня называлась Ванекюла (Вяикула) и насчитывала 109 крестьянских дворов. В центре деревни находилась часовня, на северо-западной окраине — ветряная мельница. С деревней Саркюля она была связана паромной переправой.
В 1930-х годах в деревне действовало народно-просветительское общество русской культуры «Заря», насчитывавшее 103 члена, работала шестиклассная школа, библиотека на русском языке, спортивный и драматический кружки. В деревне был собственный певческий хор. Большим праздником для него стало участие в фестивале русской песни, прошедшем в 1932 году в Нарве, в нём приняли участие русские коллективы из Финляндии, Эстонии и Латвии, приветствие участникам прислал живший во Франции Фёдор Шаляпин. Местные жители носили ижорскую национальную одежду не только по праздникам, но и дома, занимаясь домашними работами.
В 1935 году архиепископ всея Финляндии Герман прислал для православного прихода Вяйкюля облачение священника и церковную утварь.
С 1940 по 1944 год деревня находилась в составе Эстонской ССР.
В 1943 году в деревне проживали 263 человека. За жителями деревни числилось: 236,2 га обрабатываемых сельхозугодий, 41 лошадь, 74 коровы, 25 овец и 30 свиней.
3 февраля 1944 года деревня была освобождена от немецко-фашистских оккупантов, которые сожгли её при отступлении<. В том же году она была передана в состав Ленинградской области РСФСР.
По данным 1966 и 1973 годов деревня входила в состав Куровицкого сельсовета Кингисеппского района.
По данным 1990 года деревня Венекюля входила в состав Кузёмкинского сельсовета.
Население деревни Венекюля Кузёмкинской волости в 1997 году — 17 человек, в 2002 году — 59 человек (русские — 85 %), в 2007 году — 10, в 2010 году — 13.

## География
Венекюля находится в западной части района на берегу реки Россонь до её впадения в реку Нарву.
Расстояние до административного центра поселения — 18 км.

## Демография
| 1862 | 2007 | 2010 | 2017 |
| ---- | ---- | ---- | ---- |
| 276  | ↘10  | ↗13  | ↘10  |

### Национальный состав
Согласно данным Всероссийской переписи населения 2021 года в деревне проживали 18 человек, из них:
 русские — 17, украинцы — 1 человек.

## Фото

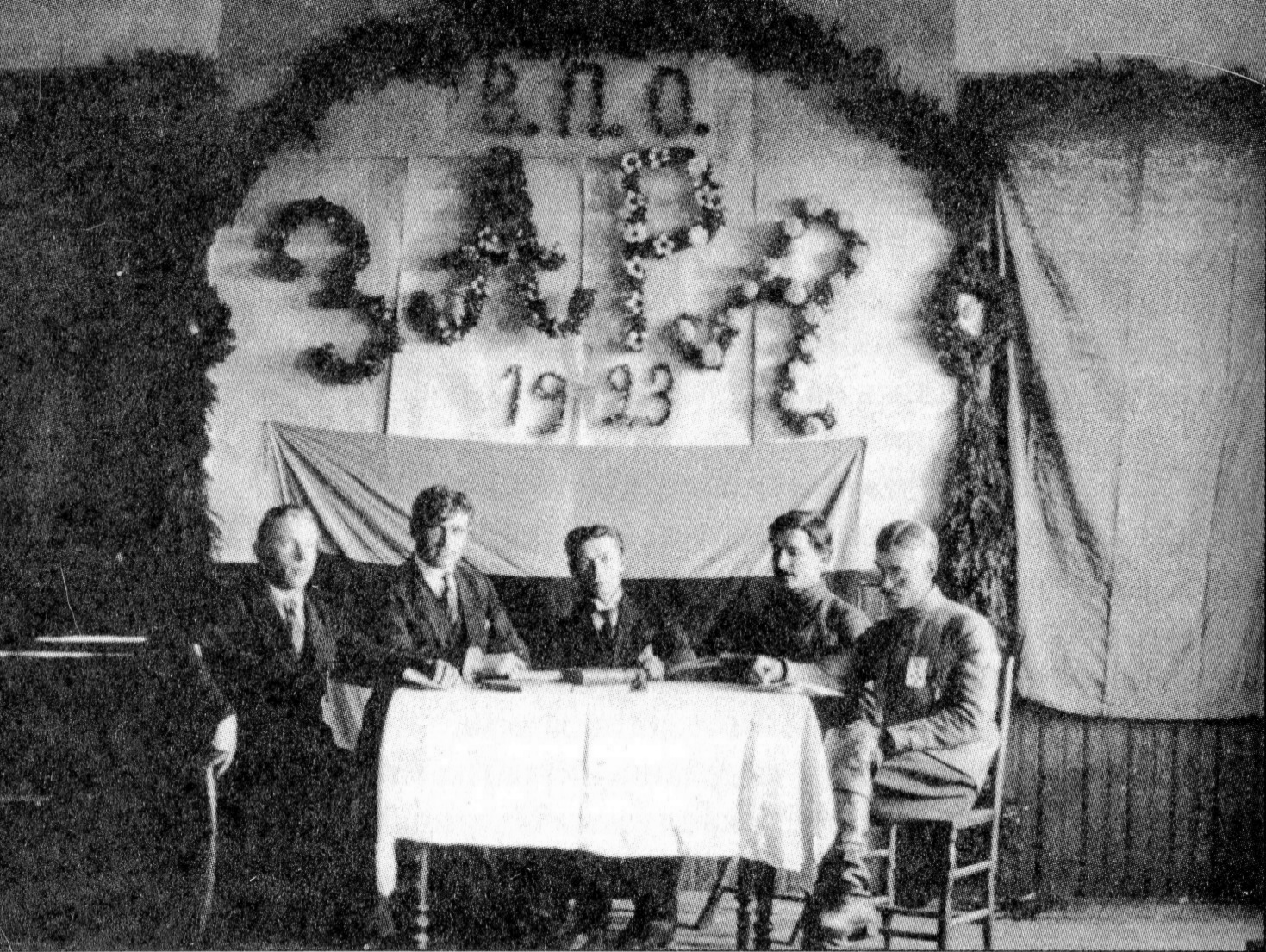
Правление просветительского общества «Заря» в деревне Венекюля. 1923 год
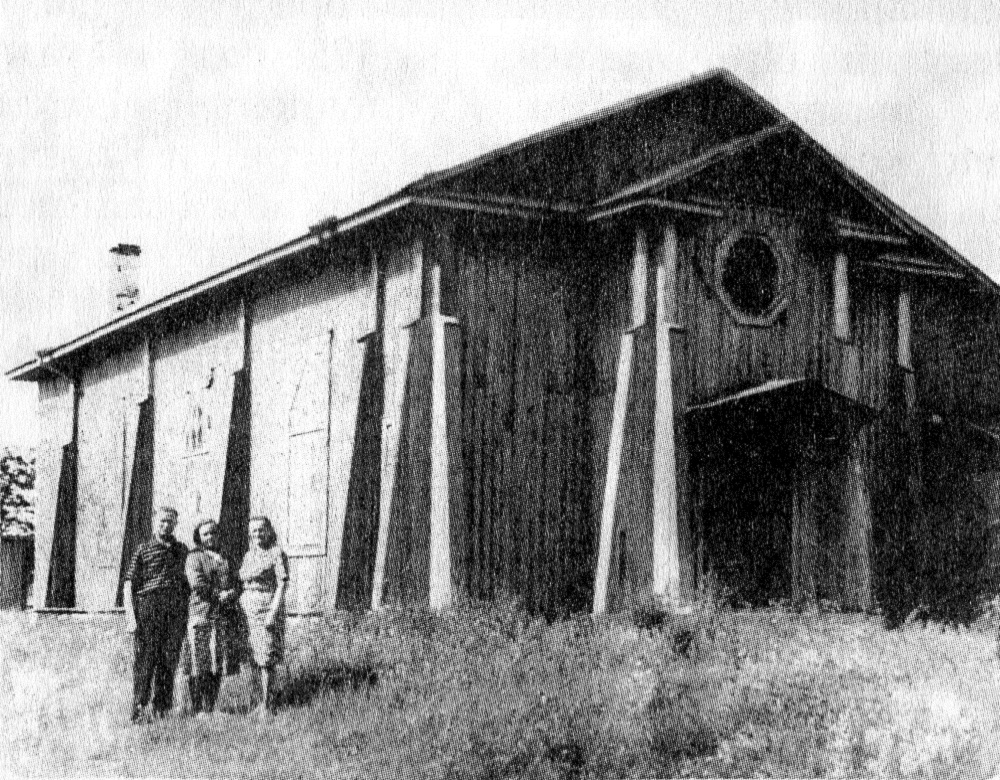
Деревенский клуб — бывшая приходская кирха, перевезённая из деревни Калливере. 1950 год

## Известные уроженцы
- Емельянов (Йыги), Борис Константинович (1915—1989) — ижорский писатель[46]
- Матрона Пясси — ижорская рунопевица и целитель[47]

## Улицы
Береговая, Ивангородская, Луговая, Речная, Центральная.